# Trophée Jean-Marie-Mailharro
 (janvier 2019).
Si vous disposez d'ouvrages ou d'articles de référence ou si vous connaissez des sites web de qualité traitant du thème abordé ici, merci de compléter l'article en donnant les références utiles à sa vérifiabilité et en les liant à la section « Notes et références ».
Le Trophée Jean-Marie Mailharro est une compétition de grand chistera qui se déroule chaque année sur le fronton de Saint-Jean-Pied-de-Port. Ce tournoi élite a été créé en 2017 et réunit les meilleurs joueurs de la spécialité. La compétition a été baptisée en hommage à Jean-Marie Mailharro, fervent amateur de pelote et très attaché à la cité bas-navarraise.  
Les joueurs sont sélectionnés individuellement pour participer au trophée.                        

## Palmarès par édition

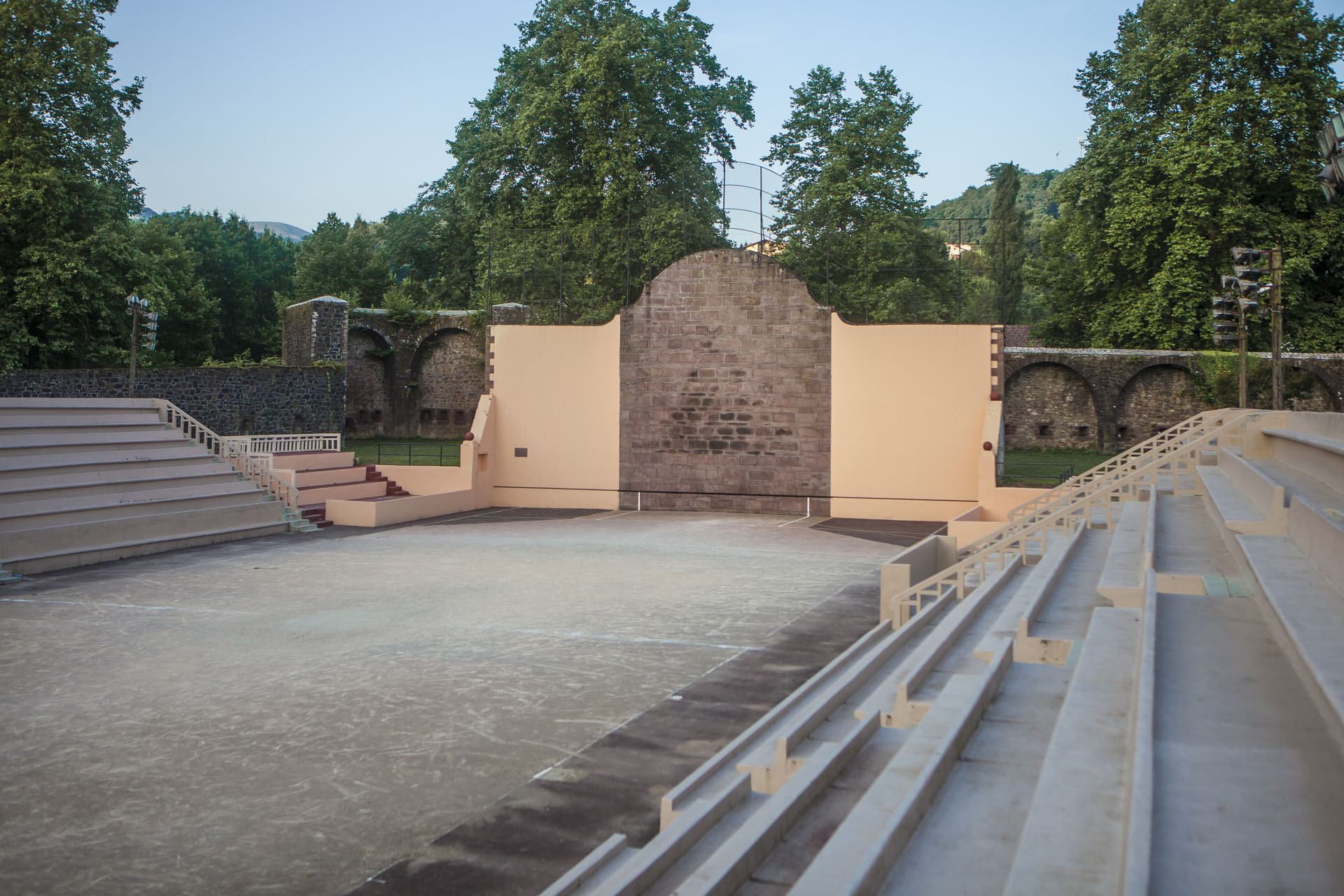
Le fronton de Saint-Jean-Pied-de-Port qui accueille chaque année les meilleurs joueurs de grand chistera à l'occasion du Trophée Jean-Marie Mailharro.

| Édition | Vainqueurs                                    | Finalistes                                         | Score |
| ------- | --------------------------------------------- | -------------------------------------------------- | ----- |
| 2023    | Hugo Pierrou Iban Etcheverry Mathieu Alegre   | Xabi Otegui Hugo Ibar Imanol Etcheverry            | 40-39 |
| 2022    | Michel Cavier Yon Belly Jérôme Portet         | Ludovic Laduche Thomas Urrutia Alexandre Businello | 40-32 |
| 2021    | Ludovic Laduche Thomas Urrutia Mathieu Alegre | Johan Sorozabal Yann Millat Aïze Ithurralde        | 40-38 |
| 2020    | Michel Cavier Yon Belly Mathieu Alegre        | Jean-Do Olharan Christophe Olha Benoit Mandagaran  | 40-32 |
| 2019    | Ludovic Laduche Laurent Garcia Stéphane Amati | Thomas Urrutia Yon Belly Pierre Harinordoquy       | 40-29 |
| 2018    | Michel Cavier Christophe Olha Jérôme Portet   | Kevin Ithurria Yon Belly Thibaut Basque            | 40-34 |
| 2017    | Kevin Ithurria Yon Belly Mathieu Alegre       | Laurent Garcia Patrice Amati Jérôme Portet         | 40-31 |